# Mistrzostwa Europy w Lekkoatletyce 2014 – rzut młotem mężczyzn
Rzut młotem mężczyzn – jedna z konkurencji technicznych rozgrywanych podczas lekkoatletycznych mistrzostw Europy na Letzigrund Stadion w Zurychu. Mistrzostwo sprzed dwóch lat obronił Węgier Krisztián Pars.

## Rekordy
Tabela prezentuje rekord świata, rekord Europy, rekord mistrzostw Europy, najlepsze osiągnięcie na Starym Kontynencie, a także najlepszy rezultat na świecie w sezonie 2014 przed rozpoczęciem mistrzostw.
|                                        | Zawodnik       | Wynik | Miejsce        | Data                  |
| -------------------------------------- | -------------- | ----- | -------------- | --------------------- |
| Rekord świata                          | Jurij Siedych  | 86,74 | Stuttgart      | 30 sierpnia 1986(dts) |
| Rekord Europy                          | Jurij Siedych  | 86,74 | Stuttgart      | 30 sierpnia 1986(dts) |
| Rekord mistrzostw Europy               | Jurij Siedych  | 86,74 | Stuttgart      | 30 sierpnia 1986(dts) |
| Najlepszy wynik na świecie w 2014 roku | Krisztián Pars | 82,49 | Székesfehérvár | 8 lipca 2014(dts)     |
| Najlepszy wynik w Europie w 2014 roku  | Krisztián Pars | 82,49 | Székesfehérvár | 8 lipca 2014(dts)     |

## Najlepsze wyniki w Europie
Poniższa tabela przedstawia 10 najlepszych rezultatów na Starym Kontynencie w 2014 roku tuż przed rozpoczęciem mistrzostw.
| Poz. | Zawodnik, narodowość       | Wynik | Data       |
| ---- | -------------------------- | ----- | ---------- |
| 1.   | Krisztián Pars, Węgry      | 82,49 | 8 lipca    |
| 2.   | Paweł Fajdek, Polska       | 82,37 | 1 lipca    |
| 3.   | Pawieł Krywicki, Białoruś  | 79,21 | 13 lutego  |
| 4.   | Marcel Lomnický, Słowacja  | 79,16 | 2 sierpnia |
| 5.   | Siergiej Litwinow, Rosja   | 78,77 | 29 maja    |
| 6.   | Quentin Bigot, Francja     | 78,58 | 8 marca    |
| 7.   | Serghei Marghiev, Mołdawia | 78,27 | 31 maja    |
| 8.   | Ołeksij Sokyrski, Ukraina  | 77,86 | 3 czerwca  |
| 9.   | David Söderberg, Finlandia | 77,57 | 16 lipca   |
| 10.  | Primož Kozmus, Słowenia    | 77,44 | 3 sierpnia |

Pogrubioną czcionką oznaczono zawodników, którzy wystartowali na tych mistrzostwach.

## Terminarz
| Data        | Godzina |                    |
| ----------- | ------- | ------------------ |
| 14 sierpnia | 10:05   | Eliminacje (gr. A) |
| 14 sierpnia | 11:30   | Eliminacje (gr. B) |
| 16 sierpnia | 15:00   | Finał              |

## Rezultaty

### Eliminacje
- Minimum kwalifikacyjne: 75,00 m (Q) lub 12 najlepszych rezultatów.

| Poz. | Grupa | Zawodnik           | Reprezentacja | Próby | Próby | Próby | Wynik | Uwagi |
| Poz. | Grupa | Zawodnik           | Reprezentacja | 1     | 2     | 3     | Wynik | Uwagi |
| ---- | ----- | ------------------ | ------------- | ----- | ----- | ----- | ----- | ----- |
| 1.   | B     | Paweł Fajdek       | Polska        | x     | 77,45 |       | 77,45 | Q     |
| 2.   | B     | Serghei Marghiev   | Mołdawia      | 73,46 | x     | 76,25 | 76,25 | Q     |
| 3.   | A     | Marcel Lomnický    | Słowacja      | 74,98 | 77,06 |       | 77,06 | Q     |
| 4.   | A     | Siergiej Litwinow  | Rosja         | 76,12 |       |       | 76,12 | Q     |
| 5.   | A     | Primož Kozmus      | Słowenia      | 75,87 |       |       | 75,87 | Q     |
| 6.   | B     | David Söderberg    | Finlandia     | 69,71 | 75,83 |       | 75,83 | Q     |
| 7.   | B     | Pawieł Krywicki    | Białoruś      | 72,87 | 75,44 |       | 75,44 | Q     |
| 8.   | A     | Szymon Ziółkowski  | Polska        | 71,97 | 74,54 | 74,93 | 74,93 | q     |
| 9.   | A     | Krisztián Pars     | Węgry         | 74,44 | x     | x     | 74,44 | q     |
| 10.  | A     | Tuomas Seppänen    | Finlandia     | x     | 72,88 | 74,37 | 74,37 | q     |
| 11.  | B     | Nicola Vizzoni     | Włochy        | 70,10 | 74,26 | 71,26 | 74,26 | q     |
| 12.  | B     | Pawieł Barejsza    | Białoruś      | 72,07 | 70,41 | 73,85 | 73,85 | q     |
| 13.  | B     | Lukáš Melich       | Czechy        | 72,42 | 70,32 | 73,48 | 73,48 |       |
| 14.  | B     | Kristóf Németh     | Węgry         | 71,64 | 72,38 | 73,33 | 73,33 |       |
| 15.  | A     | Javier Cienfuegos  | Hiszpania     | 71,53 | 72,31 | 72,55 | 72,55 |       |
| 16.  | B     | Ákos Hudi          | Węgry         | 71,82 | x     | 72,53 | 72,53 |       |
| 17.  | A     | Eivind Henriksen   | Norwegia      | 70,15 | 72,30 | 72,31 | 72,31 | SB    |
| 18.  | A     | Siarhiej Kałamojec | Białoruś      | 72,14 | x     | 70,94 | 72,14 |       |
| 19.  | B     | Dzmitryj Marszyn   | Azerbejdżan   | 69,15 | x     | 71,42 | 71,42 |       |
| 20.  | B     | Markus Johansson   | Szwecja       | 69,21 | 67,91 | 67,10 | 69,21 |       |
| 21.  | A     | Martin Bingisser   | Szwajcaria    | 64,37 | 64,62 | 64,40 | 64,62 |       |
| –    | A     | Jewhen Winohradow  | Ukraina       | x     | x     | x     | NM    |       |

### Finał
| Poz. | Zawodnik          | Reprezentacja | Próby | Próby | Próby | Próby | Próby | Próby | Wynik | Uwagi |
| Poz. | Zawodnik          | Reprezentacja | 1     | 2     | 3     | 4     | 5     | 6     | Wynik | Uwagi |
| ---- | ----------------- | ------------- | ----- | ----- | ----- | ----- | ----- | ----- | ----- | ----- |
| 01 ! | Krisztián Pars    | Węgry         | 78,11 | 78,45 | 82,18 | 78,36 | 81,69 | 82,69 | 82,69 | WL    |
| 02 ! | Paweł Fajdek      | Polska        | x     | 78,48 | x     | x     | 82,05 | x     | 82,05 |       |
| 03 ! | Siergiej Litwinow | Rosja         | 77,33 | 77,09 | x     | x     | 79,35 | x     | 79,35 | SB    |
| 4.   | Pawieł Krywicki   | Białoruś      | x     | 76,48 | x     | x     | 78,05 | 78,50 | 78,50 |       |
| 5.   | Szymon Ziółkowski | Polska        | 75,71 | 76,98 | x     | 76,54 | 77,36 | 78,41 | 78,41 | SB    |
| 6.   | Primož Kozmus     | Słowenia      | 77,45 | 77,46 | 75,46 | x     | x     | x     | 77,46 | SB    |
| 7.   | Marcel Lomnický   | Słowacja      | 73,21 | 76,23 | 75,42 | 76,89 | x     | x     | 76,89 |       |
| 8.   | David Söderberg   | Finlandia     | 75,01 | 76,55 | 75,87 | x     | 70,88 | 72,56 | 76,55 |       |
| 9.   | Serghei Marghiev  | Mołdawia      | 74,33 | 75,06 | 75,18 |       |       |       | 75,18 |       |
| 10.  | Pawieł Barejsza   | Białoruś      | x     | 74,73 | 73,73 |       |       |       | 74,73 |       |
| 11.  | Nicola Vizzoni    | Włochy        | 72,75 | 73,68 | 73,94 |       |       |       | 73,94 |       |
| 12.  | Tuomas Seppänen   | Finlandia     | 68,74 | 73,05 | 73,70 |       |       |       | 73,70 |       |